# 施瓦宾

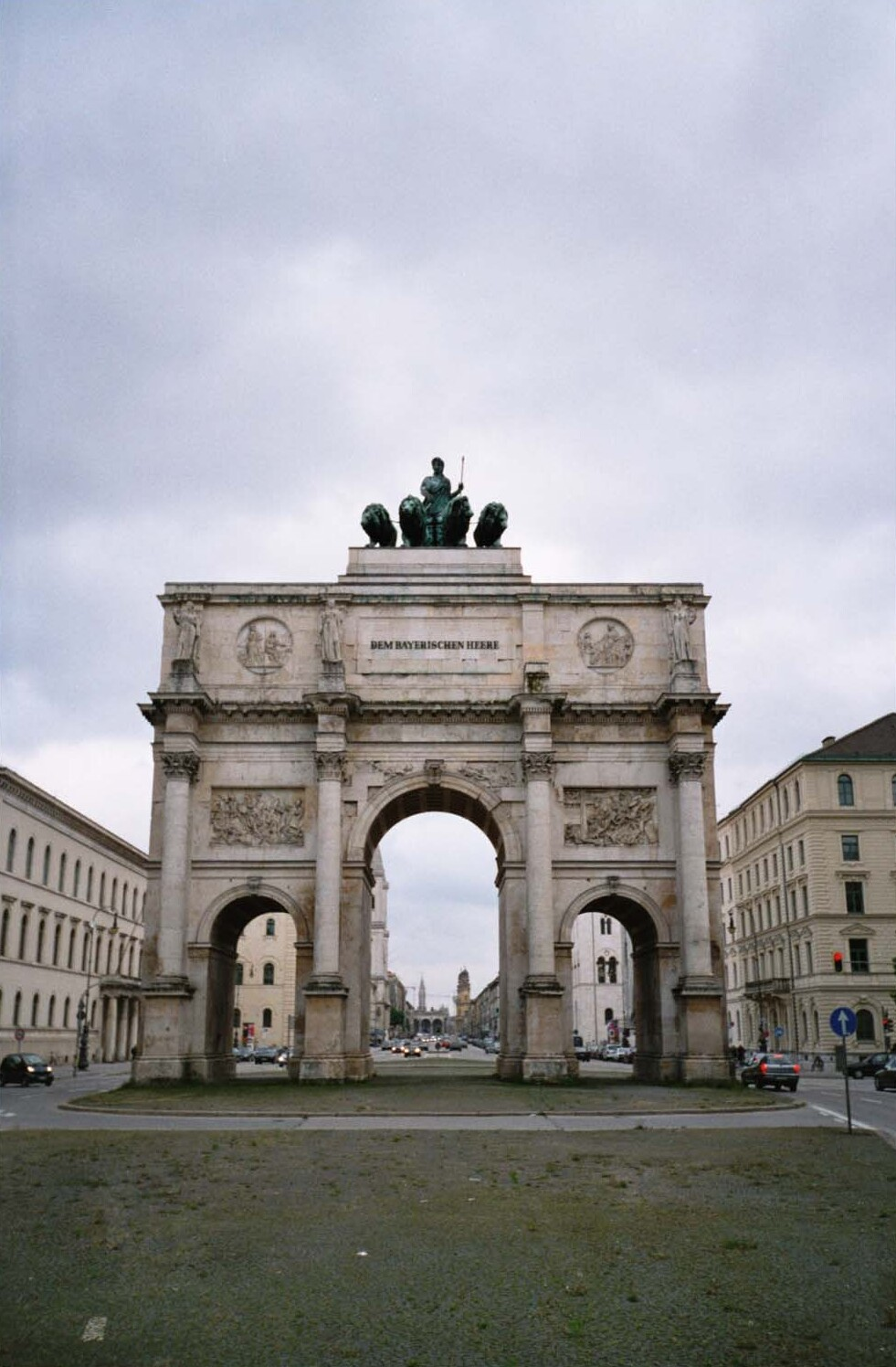
利奥波德大街上的慕尼黑凯旋门，在Maxvorstadt 与施瓦宾两区之间

施瓦宾（德語：Schwabing，發音：[ˈʃvaːbɪŋ] ⓘ）是德国巴伐利亚州首府慕尼黑的北部区域，又分为第四区（施瓦宾西）和第十二区（施瓦宾-弗赖曼）。
施瓦宾曾经是慕尼黑著名的波希米亞主義区域，至今仍然拥有许多酒吧，夜总会和餐馆，深受游客和当地居民，尤其是年轻人的欢迎。另一个吸引人之处是英国公园，这是世界最大的城市公园之一。
由于慕尼黑最大的大学，慕尼黑大学和慕尼黑工业大学都位于附近的马克斯近郊区，在利奥波德大街及其附近有许多学生活动。
在施瓦宾北部，有一片学生居住区，称为“学生城”。一些居民将其称为“慕尼黑的克莱顿”。
施瓦宾变得非常有名特别实是在摄政王路特波德统治时期，众多艺术家如亨利希·曼、托马斯·曼、奥斯卡·帕尼扎、奥托·朱利叶斯·比尔鲍姆、弗兰克·魏德金、莱纳·玛利亚·里尔克、伊索尔德·库尔兹、路德维希·托马、安妮特·柯爾伯、斯特凡·乔治、路德维希·克拉格斯、罗达·罗达、克里斯蒂安·摩根斯坦、利翁·福伊希特万格、莱昂哈德·弗兰克、奥斯卡·玛丽亚·格拉夫、托马斯·特奥多尔·海涅、布鲁诺·保罗和鲁道夫·维尔克在此居住或工作。列宁和精神分析学家奥托·格罗斯都曾居住在施瓦宾数年之久。Fanny zu Reventlow伯爵夫人被称为“施瓦宾的波希米亚伯爵夫人”。
2011年左右，施瓦宾的士紳化和各项建设工程，导致许多抗议活动。

## 地图

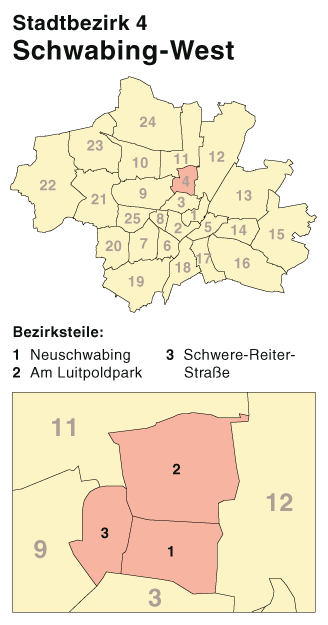
第四区
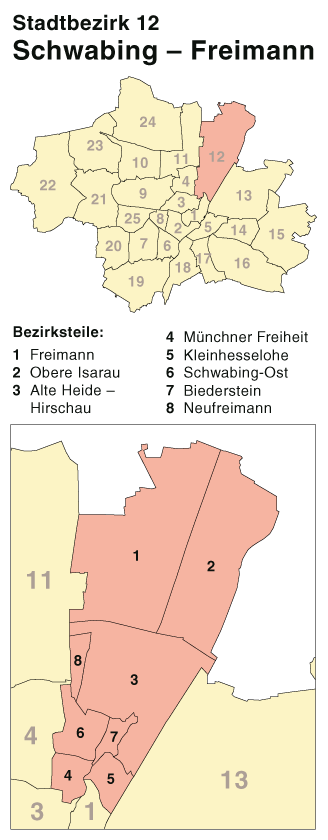
第十二区